# 2XL Supercross
2XL Supercross es un videojuego de carreras desarrollado y publicado por 2XL Games para iOS, Android y Windows. Fue lanzado el 1 de abril de 2009 para iOS, el 6 de abril de 2010 para Windows y el 18 de octubre de 2012 para Android.

## Recepción
CommonSenseMedia le dio 3,5 puntos y escribió: "La mejor parte de 2XL SUPERCROSS HD es su presentación visual. Los circuitos detallados se ven geniales y no se pierde fidelidad en los gráficos, incluso durante las carreras de alta velocidad. Mejora la emoción indirecta de conducir por los intensos circuitos de motocross. Sin embargo, los gráficos son solo un componente del juego y, lamentablemente, este título sufre en otras áreas, como la falta de variedad de juego y rejugabilidad. Los jugadores que buscan un juego atractivo con opciones desafiantes para un jugador o una amplia selección de circuitos pueden sentirse decepcionados aquí, pero como juego de carreras básico e independiente, sobresale". PocketGamer le dio un 7/10 y comentó: "2XL Supercross es perfecto para mostrar la destreza visual de la plataforma, pero en general sigue siendo bastante desangelado. Es un vistazo a la felicidad todoterreno que termina apenas enciendes el motor y arrojas un poco de barro".
IGN le dio un 7.5 y escribió: "2XL Supercross tiene el potencial de ser un juego de carreras imprescindible, solo necesita algo de estructura, un plan que el jugador al menos tenga en cuenta. En este momento, es un juego de carreras maravilloso que ofrece unos minutos de emoción en tierra compacta antes de que la atención comience a divagar. No me opongo a los juegos que entregan las llaves del reino, pero eso no es lo que debería ser 2XL Supercross. Cómpralo si eres un fanático del supercross que ama el deporte o Stephane Roncada. Pero simplemente debes saber en qué te estás metiendo: una gran mecánica de carreras en busca de un gran juego de carreras. Y eso puede no valer $7.99 para muchos jugadores".
TouchArcade escribió: "Si eres fanático del motocross o de los juegos de carreras en general, probablemente ya lo tengas (y con razón). Si buscas algo que te sorprenda gráficamente o que te permita mostrar tu iPhone a otras personas y no te importa necesariamente el valor de rejugabilidad, 2XL Supercross sigue siendo el juego que debes comprar". SlideToPlay le dio 3.4 y comentó: "Si estás buscando gastar un poco más en un juego de carreras bellamente construido, 2XL Supercross es una gran apuesta". AppSpy le dio 4/5 y escribió: "Aunque Supercross tiene muchos atributos positivos, su precio es bastante alto. Esto, combinado con la falta de multijugador, puede disuadir a la gente de jugar este juego, pero este crítico definitivamente disfrutó jugándolo".